# Juan Carlos Biondini
Juan Carlos Biondini, meglio conosciuto come Flaco (Junín, 4 marzo 1948), è un chitarrista e cantante argentino.

## Biografia
Originario di Junín in Argentina, si trasferisce in Italia nel 1974; in meno di due anni diviene amico di Francesco Guccini, a lui presentato dalla comune conoscenza di Deborah Kooperman, cantautrice e chitarrista dei primi album del cantautore emiliano. Proprio quest'ultimo, notandolo, gli assegna la chitarra solista e talvolta la seconda voce in moltissimi dei suoi album, sia studio che live, come la parte di Sancho Panza in Don Chisciotte. Sempre con Guccini si adopera anche come compositore in varie canzoni, come Cencio, Le ragazze della notte, Luna fortuna, Il caduto e Scirocco.
Biondini collabora anche con altri artisti italiani: Paolo Conte per l'album Un gelato al limon, Claudio Lolli per l'album Nove pezzi facili, Bruno Lauzi, Vinicio Capossela, Sergio Endrigo, Leda Battisti e alcuni stranieri.
Inoltre, si cimenta anche in varie esibizioni personali e ha prodotto alcuni album, nei quali è evidente una forte influenza musicale sudamericana.

## Discografia

### Francesco Guccini
- 1978 – Amerigo
- 1979 - Album concerto
- 1981 – Metropolis
- 1983 – Guccini
- 1984 - Fra la via Emilia e il West
- 1987 – Signora Bovary
- 1988 - ...quasi come Dumas...
- 1990 – Quello che non...
- 1993 – Parnassius Guccinii
- 1996 – D'amore di morte e di altre sciocchezze
- 2000 – Stagioni
- 2004 – Ritratti
- 2005 - Anfiteatro Live
- 2012 – L'ultima Thule

### Altri artisti
- 1979 - Paolo Conte - Un gelato al limon
- 1981 - Sergio Endrigo - ...e noi amiamoci
- 1989 - Bruno Lauzi - Inventario latino
- 1991 - Vinicio Capossela - Modì
- 1992 - Claudio Lolli - Nove pezzi facili
- 2007 - Leda Battisti - Tu, l'amore e il sesso (2007)

### Solista
- 1981 - Marginaltangos
- 1998 - Desde el alma (con Antonio Marangolo)